# Gracetown
Gracetown is een kustplaats in de regio South West in West-Australië.

## Geschiedenis
In 1957 werd voorgesteld er een caravanpark en kampeerterrein te ontwikkelen. De overheid besliste echter dat er een dorp zou komen. Het plannen nam tijd in beslag en pas tegen 1961 werd de dorpslocatie aan de 'Cowaramup Bay' opgemeten. Het dorp werd officieel gesticht in 1963.
Het dorp werd vernoemd naar Grace Bussell. Zij redde in 1876, samen met Sam Isaacs, een vijftigtal passagiers van het vergane stoomschip The Georgette van de verdrinkingsdood. Ze ontving hiervoor een zilveren medaille van de 'Royal Humane Society'.

## Beschrijving
Gracetown maakt deel uit van het lokale bestuursgebied (LGA) Shire of Augusta-Margaret River, waarvan Margaret River de hoofdplaats is.
In 2021 telde Gracetown 238 inwoners.
Gracetown heeft een gemeenschapszaal, een aanlegsteiger en enkele sportfaciliteiten.
Het 'Cape to Cape'-wandelpad loopt langs Gracetown.

## Surfen - haaien
De omgeving van Gracetown staat bekend voor de uitstekende surfbreaks. Echter, voor deze kust komen witte haaien voor, die sinds het begin van de 21e eeuw reeds drie surfers hebben gedood.

## Ligging
Gracetown ligt 270 kilometer ten zuidzuidwesten van de West-Australische hoofdstad Perth, 60 kilometer ten noordnoordwesten van Augusta en 20 kilometer ten noordwesten van Margaret River.

## Klimaat
De streek kent een gematigd mediterraan klimaat met koele vochtige winters en hete droge zomers. Er valt jaarlijks tussen 850 en 1.200 mm neerslag.

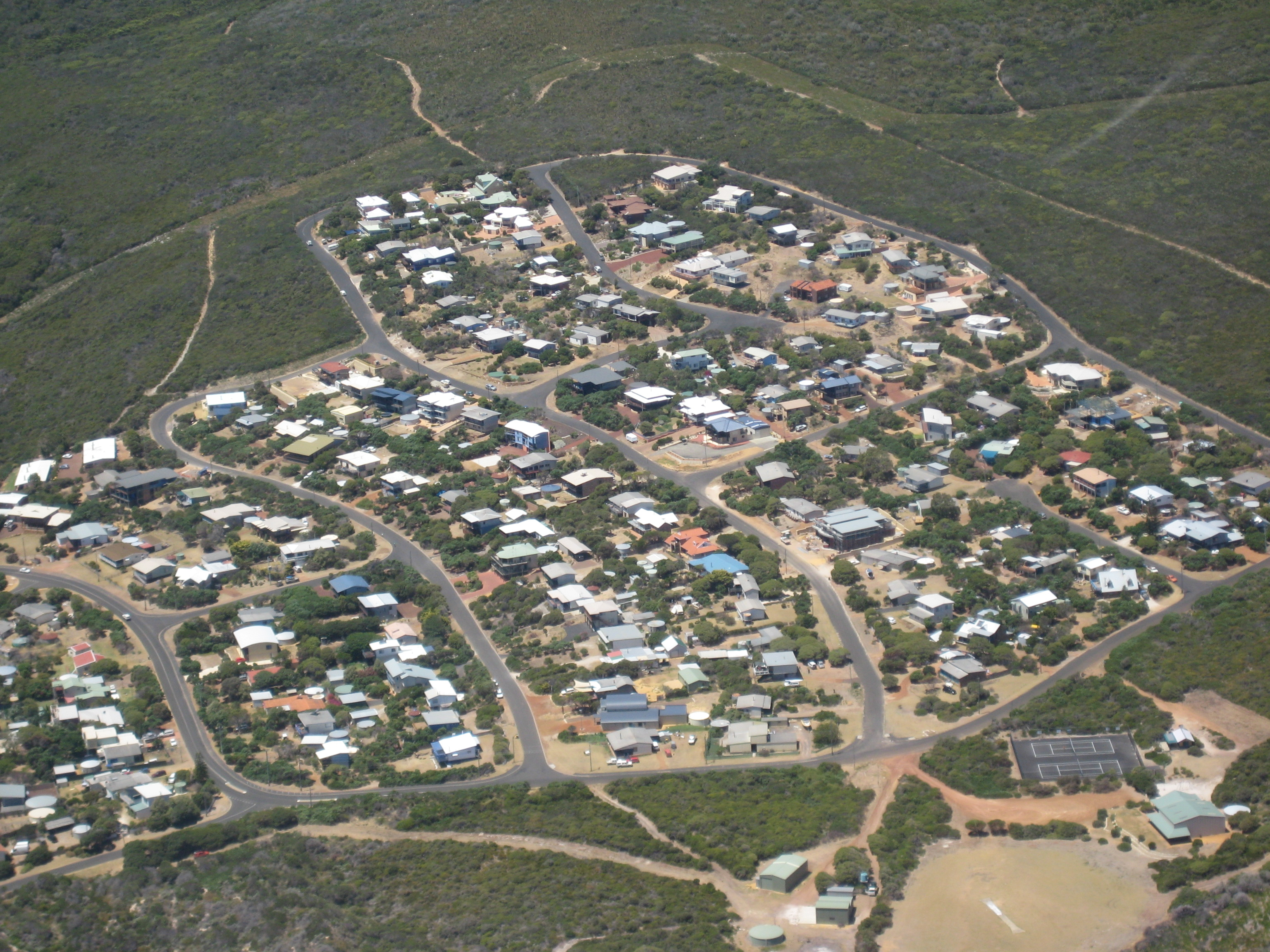
luchtfoto van Gracetown
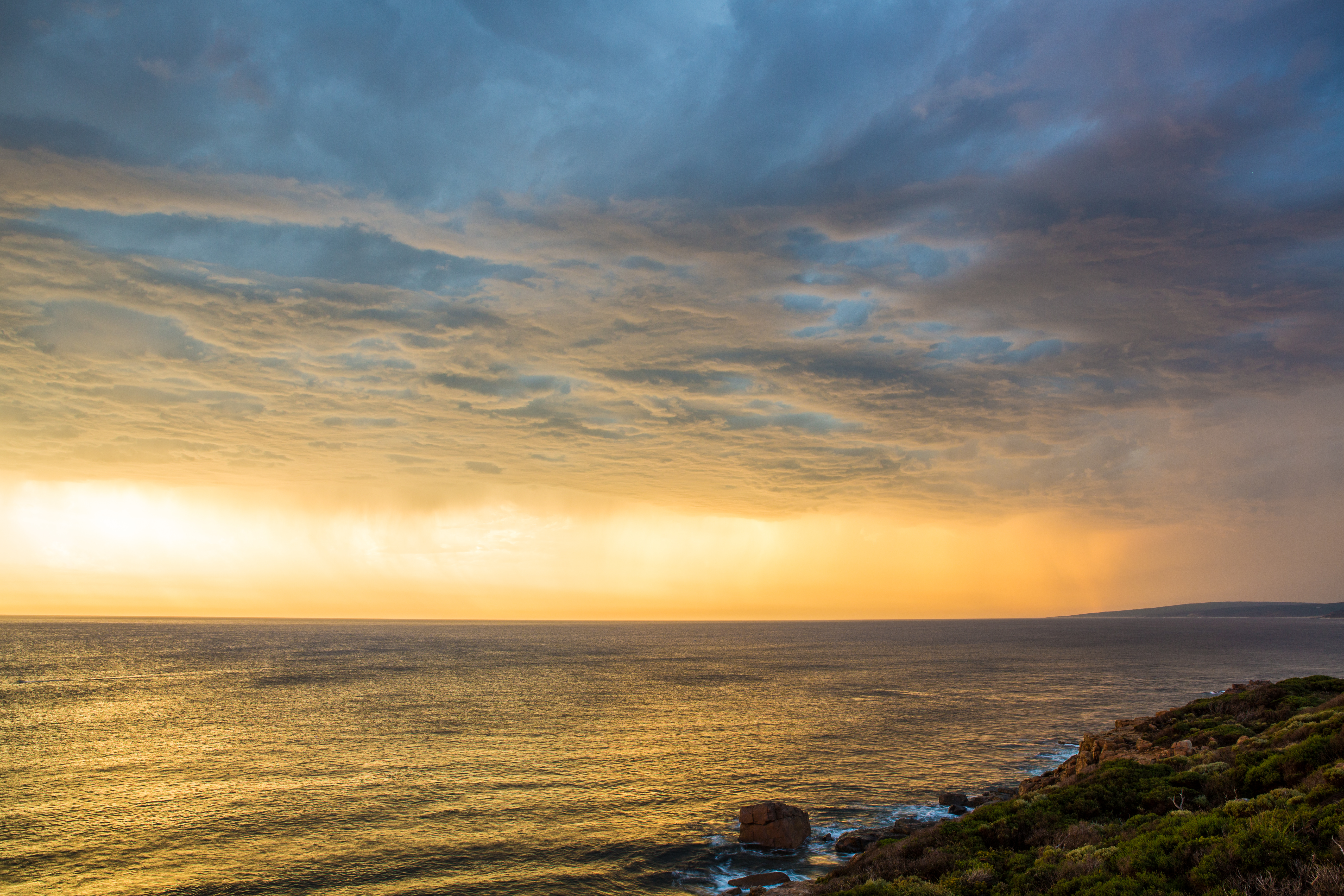
zonsondergang met storm bij Gracetown